# Laemophloeus carinicollis
Laemophloeus carinicollis is een keversoort uit de familie dwergschorskevers (Laemophloeidae). De wetenschappelijke naam van de soort werd in 1888 gepubliceerd door Antoine Henri Grouvelle.